# Serafina (Sulimowa)
Serafina, ros. Серафима, imię świeckie Jelizawieta Sulimowa (ur. 1859 w Ustiużnie, zm. 2 września?/15 września 1918 w Kiriłłowie) – ihumenia, święta nowomęczennica prawosławna.

## Życiorys
Urodziła się w rodzinie kupieckiej. W wieku 18 lat wstąpiła do monasteru Narodzenia św. Jana Chrzciciela w Leuszynie. Przez dalsze 17 lat była w nim posłusznicą. Z powodu jej zdolności muzycznych powierzono jej funkcję dyrygentki chóru mniszek. W 1893, po otwarciu w Petersburgu placówki filialnej klasztoru, posłusznicę Jelizawietę Sulimową skierowano do pracy na jej terenie, w takim samym charakterze. 15 marca 1901 złożyła śluby wieczyste z imieniem Serafina. Wróciła wówczas do monasteru i została najbliższą współpracownicą jego przełożonej, ihumeni Taisy.
10 grudnia 1903 Świątobliwy Synod Rządzący wydał ukaz otwierający w dawnym męskim Monasterze Terapontowskim klasztor żeński, o co od dawna zabiegała ihumenia Taisa. W 1905 jego przełożoną, z polecenia arcybiskupa nowogrodzkiego Guriasza, została mniszka Serafina. 2 lipca 1906 otrzymała godność ihumeni. Jako przełożona monasteru kierowała ona pracami na rzecz jego rozbudowy oraz restauracji zachowanych na terenie klasztoru zabytków architektury i sztuki. Pracowała również w szkole dla dzieci ze wsi Fierapontowska Słoboda, zaś od 1909 także w szkole parafialnej dla dziewcząt prowadzonej przez mniszki. Jej serdeczność i dobroć sprawiły, iż była osobą powszechnie lubianą i cenioną;surowo przestrzegała zasad życia klasztornego. Nie posiadała jednak prawie żadnego wykształcenia – przez cały okres kierowania klasztorem jej korespondencję redagowała oddelegowana do tego celu posłusznica.
Monaster Terapontowski był ważnym ośrodkiem pielgrzymkowym, wielokrotnie odwiedzał go Jan Kronsztadzki. W maju 1909 ihumenia Serafina otrzymała krzyż napierśny – nagrodę za dotychczasową pracę na rzecz Cerkwi.
Po zabójstwie działacza komunistycznego Kostiuniczewa biskup kiriłłowski Warsonofiusz (Lebiediew) oraz ihumenia Serafina zostali aresztowani jako zakładnicy i 2/15 września 1918 rozstrzelani na górze Zołotucha, na przedmieściach Kiriłłowa, razem ze świeckimi: Michaiłem Trubnikowem, Nikołajem Burłakowem, Anatolijem Baraszkowem i Filipem Małyszewem. W 2000 wszyscy zamordowani zostali kanonizowani jako nowomęczennicy.
Brat i siostra Serafiny (Sulimowej) również wstąpili do monasterów – brat przyjął imię mnisze Eutymiusz, zaś siostra, jako mniszka Nina, a następnie schimniszka Teraponta, przebywała w tych samych monasterach, co Serafina.